# Vuelta Ciclista del Uruguay 2014
La 71.ª edición de la Vuelta Ciclista del Uruguay se disputó desde el viernes 11 hasta el domingo 20 de abril de 2014.
Organizada por la Federación Ciclista Uruguaya (que este año cumple su 100 aniversario), el recorrido fue de 1.562 km divididos en 10 etapas. La 2.ª se realizó en jornada doble, ya que luego del tramo en línea se corrió una contrarreloj por equipos. Lo mismo ocurrió con la 8.ª corriéndose luego una contrarreloj, pero esta vez en forma individual.

## Etapas
| Etapa         | Fecha       | Recorrido             | km       | Ganador            | Líder             |
| 1ª            | 11 de abril | Montevideo-Minas      | 108,6    | Nicolás Arachichú  | Nicolás Arachichú |
| 2ª (sector A) | 12 de abril | Treinta y Tres-Melo   | 115,7    | Sixto Núnez        | Sixto Núnez       |
| 2ª (sector B) | 12 de abril | Melo-Melo             | 12 (CRE) | Schneck-Alas Rojas | Sixto Núnez       |
| 3ª            | 13 de abril | Tacuarembó-Tacuarembó | 110,2    | Gerardo Fernández  | Mariano De Fino   |
| 4ª            | 14 de abril | Tacuarembó-Durazno    | 180,8    | Wilder Miraballes  | Mariano De Fino   |
| 5ª            | 15 de abril | Durazno-Santa Lucía   | 150,1    | Marcos Crespo      | Mariano De Fino   |
| 6ª            | 16 de abril | San José-Colonia      | 126,7    | Wilder Miraballes  | Mariano De Fino   |
| 7ª            | 17 de abril | Colonia-Mercedes      | 184,2    | Bilker Castro      | Mariano De Fino   |
| 8ª (sector A) | 18 de abril | Fray Bentos-Paysandú  | 122,6    | Marcos Crespo      | Mariano De Fino   |
| 8ª (sector B) | 18 de abril | Paysandú-Paysandú     | 23 (CRI) | Sixto Núnez        | Mariano De Fino   |
| 9ª            | 19 de abril | Paysandú-Trinidad     | 179,5    | Matías Presa       | Mariano De Fino   |
| 10.ª          | 20 de abril | Trinidad-Montevideo   | 197,4    | Jorge Soto         | Mariano De Fino   |

## Clasificaciones

### Clasificación individual
| Pos. | Ciclista           | Equipo                 | Tiempo           |
| ---- | ------------------ | ---------------------- | ---------------- |
| 1.º  | Mariano De Fino    | Fénix                  | 34 h 30 min 18 s |
| 2.º  | Gonzalo Tagliabúe  | BROU-Flores            | a 2 min 05 s     |
| 3.º  | Gregory Duarte     | Villa Teresa           | a 2 min 17 s     |
| 4.º  | José Luis Miraglia | Schneck-Alas Rojas     | a 2 min 20 s     |
| 5.º  | Juan Melivillo     | Sindicato Argentino TV | a 2 min 26 s     |
| 6.º  | Geovani Fernández  | Cerro Largo            | a 2 min 39 s     |
| 7.º  | Jorge Bravo        | Schneck-Alas Rojas     | a 2 min 43 s     |
| 8.º  | Roberto Richeze    | Sindicato Argentino TV | a 2 min 51 s     |
| 9.º  | Ignacio Maldonado  | Cerro Largo            | a 3 min 27 s     |
| 10.º | Jorge Soto         | Fénix                  | a 3 min 38 s     |

### Clasificación por equipos
| Pos. | Equipo                     | Tiempo            |
| ---- | -------------------------- | ----------------- |
| 1.º  | Schneck-Alas Rojas         | 103 h 05 min 56 s |
| 2.º  | Club Ciclista Fénix        | a 2 min 11 s      |
| 3.º  | Club Atlético Villa Teresa | a 2 min 13 s      |
| 4.º  | Sindicato Argentino TV     | a 2 min 43 s      |
| 5.º  | BROU-Flores                | a 9 min 15 s      |